# 曼荼羅 若き日の弘法大師・空海
『曼荼羅 若き日の弘法大師・空海』（まんだら わかきひのこうぼうだいし・くうかい）は、1991年制作の日本・中国映画。
これまで謎とされていた、空海（弘法大師）が唐に渡る前後7年の青年時代を描く歴史ドラマ。日中国交正常化20周年を記念して製作された。

## キャスト
- 空海：永島敏行
- 喜娘：桜田淳子
- 小槌：天宮良
- 椰：栗林綾子
- 大使：河原崎建三
- 婆羅門：甲斐大策
- 顧燕：姜黎黎
- 洞天：チャン・フォンイー
- 香卉：段岫
- 高橋悦史